# Az 1906. évi nyári olimpia magyarországi résztvevőinek listája
Az 1906. évi nyári olimpiai játékokon a magyar csapat tagjaként 35 férfi sportoló vett részt.
| Sportág, szakág | Helyezések száma | Helyezések száma | Helyezések száma | Helyezések száma | Helyezések száma | Helyezések száma | Olimpiai pont | Indulók száma | Indulók száma | Indulók száma |
| Sportág, szakág | 1.               | 2.               | 3.               | 4.               | 5.               | 6.               | Olimpiai pont | Férfi         | Nő            | Össz.         |
| atlétika        | 1                | 3                | 1                | 0                | 3                | 1                | 32            | 12            | 0             | 12            |
| birkózás        | 0                | 0                | 1                | 0                | 0                | 0                | 4             | 3             | 0             | 3             |
| sportlövészet   | 0                | 0                | 0                | 0                | 1                | 0                | 2             | 2             | 0             | 2             |
| tenisz          | 0                | 0                | 0                | 0                | 0                | 0                | 0             | 1             | 0             | 1             |
| torna           | 0                | 1                | 0                | 0                | 0                | 4                | 9             | 8             | 0             | 8             |
| úszás           | 1                | 1                | 0                | 1                | 0                | 1                | 15            | 6             | 0             | 6             |
| vívás           | 0                | 0                | 1                | 1                | 1                | 1                | 10            | 5             | 0             | 5             |
|                 |                  |                  |                  |                  |                  |                  |               |               |               |               |
| Összesen        | 2                | 5                | 3                | 2                | 5                | 7                | 72            | 35            | 0             | 37            |

- Erődi Béla birkózásban és tornában, Kovács Nándor atlétikában és tornában is versenyzett.

## A magyarországi versenyzők ABC-rendi bontásban
A következő táblázat ABC-rendben sorolja fel azokat a magyarországi sportolókat, akik az olimpián részt vettek. Lásd még: sportágankénti ill. szakágankénti bontás.
| Ábécé szerinti tartalomjegyzék                                                                           |
| --- |
| A, Á B C Cs D Dz Dzs E, É F G Gy H I, Í J K L Ly M N Ny O, Ó Ö, Ő P Q R S Sz T Ty U, Ú Ü, Ű V W X Y Z Zs |

| Sportoló | Sportág, szakág | Versenyszám | Helyezés (elért eredmény) |

## A
| Apáthy Jenő | vívás | egyén kardvívás       | 6.    |
| Apáthy Jenő | vívás | háromsarkos kardvívás | Bronz |
| Apáthy Jenő | vívás | csapat kardvívás      | 4.    |

## B
| Béldy Alajos | úszás | 400 m gyorsúszás | 4 |

## D
| Dáner Béla   | torna    | összetett-egyéni            | 17.           |
| Dáner Béla   | torna    | összetett 5 szeren          | megosztva-21. |
| Dáner Béla   | torna    | csapat összetett            | 6.            |
| Dávid Mihály | atlétika | súlylökés                   | Ezüst         |
| Dávid Mihály | atlétika | diszkoszvetés               | helyezetlen   |
| Dávid Mihály | atlétika | görög stílusú diszkoszvetés | helyezetlen   |
| Dávid Mihály | atlétika | gerelyhajítás               | helyezetlen   |

## E
| Erdős Árpád | torna    | összetett 5 szeren | megosztva-29 |
| Erdős Árpád | torna    | összetett csapat   | 6.           |
| Erődi Béla  | birkózás | könnyűsúly         | megosztva 7. |
| Erődi Béla  | torna    | összetett-egyéni   | megosztva-6. |
| Erődi Béla  | torna    | összetett-5 szeren | megosztva-7. |
| Erődi Béla  | torna    | kötélmászás        | Ezüst (13,8) |
| Erődi Béla  | torna    | összetett csapat   | 6.           |

## G
| Gönczy Lajos | atlétika | magasugrás         | Ezüst (1,75 m) |
| Gönczy Lajos | atlétika | magasugrás helyből | 5.             |
| Gráf Frigyes | torna    | összetett egyéni   |                |
| Gráf Frigyes | torna    | összetett 5 szeren | megosztva-21.  |
| Gráf Frigyes | torna    | összetett csapat   | 6.             |

## H
| Hajós Henrik   | úszás    | 4 × 250 m gyorsúszás | Arany (16:52,4) |
| Halmay Zoltán  | úszás    | 4 × 250 m gyorsúszás | Arany (16:52,4) |
| Halmay Zoltán  | úszás    | 100 m gyorsúszás     | Ezüst (1:14,2)  |
| Hámos Antal    | vívás    | kard-egyéni          | helyezetlen     |
| Hámos Antal    | vívás    | kard-háromsarkos     | helyezetlen     |
| Hellmich Miksa | atlétika | 100 m síkfutás       | helyezetlen     |
| Holubán Ferenc | birkózás | könnyűsúly           | Bronz           |

## K
| Kakas Gyula   | torna    | összetett egyéni         | 23.             |
| Kakas Gyula   | torna    | összetett torna 5 szeren | megosztva-31.   |
| Kakas Gyula   | torna    | összetett csapat         | 6.              |
| Kiss Géza     | úszás    | 4 × 250 gyorsváltó       | Arany (16:52,4) |
| Kiss Imre     | atlétika | rúdugrás                 | 5.              |
| Kovács Nándor | atlétika | 110 m gátfutás           | helyezetlen     |
| Kovács Nándor | torna    | összetett csapat         | 6.              |

## L
| Luntzer György | atlétika | diszkoszvetés               | helyezetlen |
| Luntzer György | atlétika | diszkoszvetés-görög stílusú | 5.          |
| Luntzer György | atlétika | gerelyhajítás               | helyezetlen |
| Luntzer György | atlétika | ötpróba                     | 10.         |

## M
| Mészáros Lóránt | vívás    | kard-egyéni                 | 5.            |
| Mészáros Lóránt | vívás    | kard-csapat                 | 4.            |
| Mudin István    | atlétika | távolugrás-helyből          | 15.           |
| Mudin István    | atlétika | súlylökés                   | helyezetlen   |
| Mudin István    | atlétika | diszkoszvetés               | helyezetlen   |
| Mudin István    | atlétika | diszkoszvetés-görög stílusú | Bronz (31,91) |
| Mudin István    | atlétika | gerelyhajítás               | helyezetlen   |
| Mudin István    | atlétika | ötpróba                     | Ezüst         |

## N
| Nagy Béla | vívás | kard csapat | 4. |

## O, Ó
| Ónody József | úszás | 4 × 250 m gyorsváltó | Arany (16:52,4) |
| Ónody József | úszás | 100 m gyors          | 6.              |

## S, Sz
| Somodi István    | atlétika | magasugrás                  | helyezetlen   |
| Somodi István    | atlétika | távolugrás                  | 8.            |
| Somodi István    | atlétika | távolugrás-helyből          | 6.            |
| Strausz Gyula    | atlétika | diszkoszvetés               | helyezetlen   |
| Strausz Gyula    | atlétika | diszkoszvetés-görög stílusú | helyezetlen   |
| Strausz Gyula    | atlétika | gerelyhajítás               | helyezetlen   |
| Szabó Kálmán     | torna    | összetett 5 szeren          | megosztva-31. |
| Szabó Kálmán     | torna    | összetett csapat            | 6.            |
| Szegedy Géza     | atlétika | magasugrás                  | helyezetlen   |
| Szegedy Géza     | atlétika | magasugrás-helyből          | helyezetlen   |
| Szemere László   | lövészet | szabad fegyver-300 m        | 17.           |
| Szemere László   | lövészet | hadi puska-200 m            | 20.           |
| Szemere László   | lövészet | hadi puska-300 m            | 25.           |
| Szemere László   | lövészet | katonai pisztoly            | 28.           |
| Sztantics György | atlétika | 1500 m gyaloglás            | 7.            |
| Sztantics György | atlétika | 3000 m gyaloglás            | Arany         |
| Szücs Vilmos     | torna    | összetett egyéni            | 24.           |
| Szücs Vilmos     | torna    | összetett 5 szeren          | megosztva-35. |
| Szücs Vilmos     | torna    | összetett csapat            | 6.            |
| Szücs Vilmos     | torna    | kötélmászás                 | 10.           |

## T
| Tobiás Zoltán | úszás    | 400 m gyorsúszás    | helyezetlen |
| Tóth Péter    | vívás    | kard-csapat         | 4.          |
| Török Sándor  | lövészet | párbajpisztoly      | 5.          |
| Török Sándor  | lövészet | trap                | 7.          |
| Török Sándor  | lövészet | dupla trap          | 9.          |
| Török Sándor  | lövészet | párbajpisztoly-30 m | 12.         |
| Török Sándor  | lövészet | pisztoly-25 m       | 20.         |
| Török Sándor  | lövészet | revolver            | 19.         |
| Török Sándor  | lövészet | katonai pisztoly    | 26.         |
| Török Sándor  | lövészet | pisztoly-50 m       | 28.         |

## V
| Vargha Pál    | atlétika | 110 m gátfutás | helyezetlen |
| Vargha Pál    | atlétika | magasugrás     | helyezetlen |
| Vargha Pál    | atlétika | távolugrás     | 10.         |
| Vargha Pál    | atlétika | gerelyhajítás  | 11.         |
| Vargha Pál    | atlétika | ötpróba        | 22.         |
| Vitous Károly | tenisz   | férfi egyes    | helyezetlen |

## W
| Weisz Richárd | birkózás | nehézsúly | megosztva 7. |

## A magyar olimpiai csapat vezetői
- Muzsa Gyula - csapatvezető
- Lauber Dezső - titkár
- Brüll Alfréd
- Bély Mihály
- Szekeres Kálmán dr. - VKM képviselő
- Sztankovics Szilárd - MASz titkára